# بستنی چوبی
بستنی چوبی یا کیم نوعی بستنی‌ست که بدور تکه‌ای چوب شکل گرفته. بستنی چوبی معمولاً با لایه‌ای از شکلات پوشیده شده تا از آب شدن و ریختن بستنی جلوگیری شود.

## تاریخچه
بستنی چوبی نخستین بار توسط یک داروخانه‌دار در ایالت آیووا در سال ۱۹۰۵ ساخته شد. او این ایده را از کودکی که نمی‌توانست بین بستنی و آبنبات چوبی یکی را انتخاب کند الهام گرفت.